# سيلينة عديمة البتلات
السيلينة عديمة البتلات (باللاتينية: Silene apetala) نوع نباتي يتبع جنس السيلينة من الفصيلة القرنفلية.

## الموئل والانتشار
موطنها المشرق العربي ووادي النيل والمغرب العربي وجنوب أوروبا وتركيا.